# Anarchisme au Venezuela
L'anarchisme au Venezuela a historiquement joué un rôle marginal dans la vie politique du pays, étant systématiquement plus petit et moins influent que les mouvements équivalents dans une grande partie du reste de l'Amérique du Sud. Il a, cependant, eu un certain impact sur l'évolution culturelle et politique du pays.

## Histoire
Durant le XIXe siècle et le premier tiers du XXe, la période la plus active dans l'histoire des anarchistes de la région, il y a eu plusieurs anarchistes vénézuéliens. Il y eut, toutefois, un nombre significatif d'intellectuels locaux qui étaient influencés par les idéologies anti-fasciste. Avec eux Ezequiel Zamora (1817-1860), un politicien libéral et un meneur de rebelles proéminent durant la guerre fédérale, qui aurait été influencé par d'autres. Le programme de réforme de 2001 Mission Zamora a été nommé en son hommage,.
Après la guerre civile espagnole, de nombreux anarchistes espagnols se réfugient au Venezuela, trouvant un climat politique fort différent de l'entre-deux-guerres en Europe. Cette seconde vague d’immigration anarchiste européenne renforce la petite scène libertaire et a mené à la fondation de la Federación Obrera Regional Venezolana en 1958, après dix ans d'une dure dictature militaire. FORVE a été affilié avec l'Association internationale des travailleurs, une internationale anarcho-syndicaliste fondée en 1922. Quelques autres petits groupes sont formés et des journaux, des brochures et des livres sont publiés, mais peu d'entre eux sont sortis des communautés d'immigrants espagnols.
En 2011, la peu influente Federación Anarquista Revolucionaria de Venezuela (FARV) a été formé. Contrairement à la CRA et a El Liberatario, la fédération a pris des positions fermement pro-bolivarienne.
En octobre 2013, le président Nicolás Maduro a accusé les travailleurs syndicalistes de la Sidor d'être des populistes « anarcho-syndicalistes ».